# Хулубей, Хоря

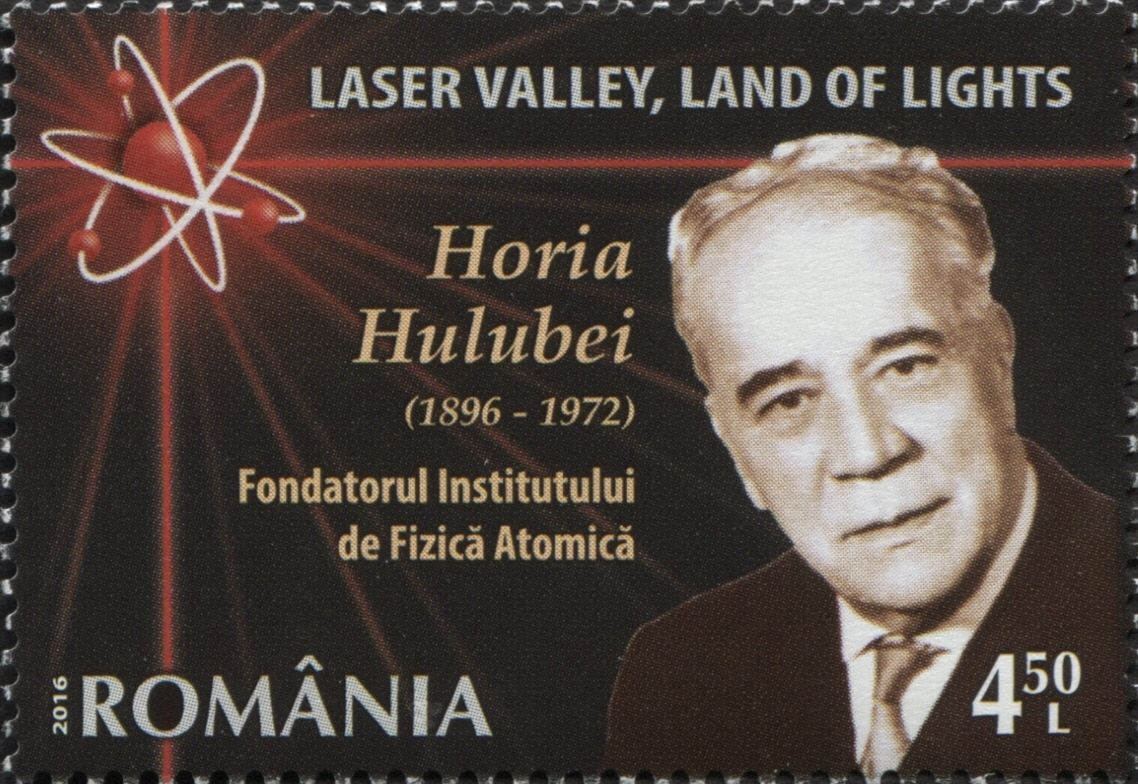
Почтовая марка Румынии 2016 г.

Хоря Хулубей (рум. Horia Hulubei; 15 ноября 1896, Яссы, Королевство Румыния — 22 ноября 1972, Бухарест, СР Румыния) — румынский физик-ядерщик, действительный член Румынской академии (с 1955), педагог, профессор и ректор (1941—1944) Бухарестского университета, доктор наук. Герой Социалистической Республики Румыния (1971).
Известный своим вкладом в развитие рентгеновской спектроскопии.

## Биография
После окончания гимназии обучался на факультете естественных наук Ясского университета, но учёба была прервана вступлением Румынии в Первую мировую войну.
Участник мировой войны, был призван в армию и сражался в чине младшего лейтенанта летом 1917 года. Французский генерал Анри Бертло, возглавлявший военную миссию в Румынии, отправил группу молодых румын (включая Х. Хулубея) во Францию для обучения в авиационной школе. После завершения учёбы он участвовал в качестве пилота-истребителя французской воздушной службы на Западном фронте, был тяжело ранен, награждён орденом Почётного легиона.
Вернувшись в Румынию, некоторое время работал в гражданской авиации страны и помог запустить первое румынское авиасообщение, соединившее Стамбул с Бухарестом и Будапештом . В 1922—1926 году вернулся к учёбе в области физики и химии в Ясском университете. Затем продолжил учёбу в Париже, стал доктором философии по физике Университета Сорбонна под руководством лауреата Нобелевской премии по физике Жан Перрен. Тема диссертации «Вклад в изучение квантовой диффузии рентгеновских лучей» (1933).

## Научная деятельность
Научные работы Хулубея посвящены оптической, рентгеновской и гамма-спектроскопии, физике ядра и элементарных частиц.
Используя построенное им оборудование для рентгеновской спектроскопии, смог наблюдать несколько ранее не идентифицированных спектральных линий и пришёл к выводу, что эти линии соответствуют новым элементам. Впоследствии учёный заявил и опубликовал информацию об открытии нескольких новых элементов: в 1937 г. Х. Хулубей заявил, что нашёл элемент 87 в минерале поллуците и назвал его «молдавием» (ныне франций); в 1939 году сообщил, что открыл «секваний» (Sequanium) (ныне нептуний, элемент 93), а в 1945 году — «дор» (ныне астат, элемент 85).
В 1949 году основал Физический институт при Румынской академии в Бухаресте, затем руководил Институтом атомной физики (ИФА), образовавшимся в результате его разделения в 1956 году.
С 1946 года — член Румынской академии. Член ряда академий наук и научных обществ, член Всемирного Совета Мира.

## Избранные труды
- Curs de chimie fizică (Курс физической химии), Бухарест, 1940.
- Spectroscopia X (Рентгеновская спектроскопия), 1948.
- Structura materiei (Структура материи), 1950.

## Память
- Его имя носит Национальный институт физики и ядерной техники.